# Iglesia de Nuestra Señora de los Ángeles (Acebo)
La iglesia de Nuestra Señora de los Ángeles es el templo parroquial católico del municipio español de Acebo, situado al noroeste de la provincia de Cáceres.
Desde 1982 es candidata a bien de interés cultural.

## Descripción histórico-artística del monumento
La iglesia parroquial de Nuestra Señora de los Ángeles se alza en la Plaza Mayor y ocupa todo un frente de la misma. Es, sin duda, el monumento más importante de la localidad y uno de los más interesantes en el conjunto de la arquitectura gótico-renacentista altoextremeña. Buena prueba de ello es la referencia que, a principios del siglo XVIII, realiza el obispo don Luis de Salcedo y Azcona en su visita a la diócesis de Coria, al ensalzar su arquitectura: “Es la iglesia de lo mejor de el obispado; de piedra de sillera, obra acabada y perfecta, con mui buena torre correspondiente con el choro, tribuna de órgano y sachristía”. También Pascual Madoz, al redactar su Diccionario en el siglo XIX, nos dice: “Iglesia parroquial sólida, de 45 varas de longitud y 16 de latitud, con buena torre y reloj, en la que hasta el año de 1820 se vieron esculpidas las armas del duque de Alba...”.
La fábrica se levanta en potentes piezas de sillería; la planta es rectangular alargada. La capilla mayor es más estrecha y de planta cuadrada. En el lado del Evangelio se dispone la torre, también de sillería. La sacristía, realizada con el mismo material, se sitúa en la cabecera por el lado de la Epístola.
Aguantan los empujes de los arcos y bóvedas del interior tres contrafuertes por cada lado, incluyendo los dos esquineros de la capilla mayor. A ellos hay que añadir dos más, uno en el muro sur que sostiene el coro y otro prismático a los pies, en el ángulo suroeste. En la cabecera se sitúan tres estribos que, junto al primer tramo de nave, presentan tres niveles decrecientes en altura.
La nave y la cabecera del templo carecían de entablamento y cornisa casi en la totalidad de los tramos, por ello hace unos años se añadió una cornisa moderna. Sólo una porción del tramo de los pies y de todo el imafronte occidental exhiben estos elementos arquitectónicos; el imafronte aparece decorado con un friso de arquillos y crucetas característicos de las obras en las que intervino el arquitecto Pedro de Ybarra.
Muy importantes son las portadas que presenta el templo de Acebo. De entre ellas sobresale la situada en el hastial de poniente, una excelente muestra bajorrenacentista fechada en el año 1579 en una inscripción dispuesta en la parte central del entablamento:”NTRA. SEÑORA DE LOS ANGELES AÑO DE 1579”. La puerta abre en arco de medio punto de grandes dovelas; la rosca del arco y las jambas están doblemente cajeadas, los salmeres están muy resaltados.
Dos pares de pilastras con fustes acanalados y capiteles toscanos flanquean el vano; los intercolumnios presentan bellos boceles rectangulares. El friso del entablamento se decora en los extremos con dos parejas de triglifos. En el cuerpo alto se dispone una hornacina de medio punto avenerada que alberga una imagen pétrea de la Virgen con el Niño. Enmarca el hueco un bocel y sendas pilastras cajeadas y otros elementos placados protobarrocos. Está presente en esta parte alta, el clásico esquema “serliano-palladiano” de fines del siglo XVI y comienzos del XVII: hueco central de medio punto, flanqueado por dos estructuras adinteladas más bajas, que se unen al cuerpo principal por grandes “ces” como si fueran aletones. Seis esferas, rematadas en pirámides y sustentadas por casetones con puntas de diamante, culminan la fachada. Por encima, un óculo rematado en similar esfera a las anteriores.
Estilísticamente, la portada se adscribe al clasicismo herreriano de finales del siglo XVI, con detalles decorativos y estructurales claramente barroquizantes. Por la documentación sabemos que la portada la realizó el maestro mayor de la Catedral de Coria, Francisco Hernández, casi con toda seguridad basándose en trazas dadas con anterioridad por Pedro de Ybarra.
De cronología anterior a esta portada principal, son las otras dos puertas de acceso al templo. La portada del Evangelio, en la actualidad tapiada, data de los años iniciales del siglo XVI y se desarrolla en arco levemente apuntado, ornado con tres arquivoltas que apoyan en jambas góticas. El conjunto remata en alfiz de raigambre mudéjar, que hace una inflexión central en medio punto peraltado que cobijaría alguna escultura (hoy desaparecida).
Por su parte, la portada de la Epístola de la iglesia acebana, que posiblemente se construyó a comienzos del siglo XVI, constituye en uno de los más bellos ejemplos del último gótico en la Alta Extremadura. La portada abre en arco de medio punto, con un ligero apuntamiento, decorado con cinco arquivoltas que descansan en columnillas, algunas decoradas con elementos típicos de final del gótico. La portada está enmarcada por pilares ojivales, levantados en tres cuerpos que adelgazan en altura, adornados con arquerías conopiales que culminan en florones y cogollos vegetales. Las enjutas están ocupadas por escudetes alusivos a la Virgen María. Como remate se dispone una hornacina que cobija una imagen pétrea, posiblemente de la Virgen, que aparece decapitada, bajo corona y dosel avenerado. Enmarcan el nicho curiosos elementos en piedra que imitan troncos arbóreos, alusivos al madero de la cruz de Cristo.
Iluminan el interior del templo cinco vanos, tres de las cuales se sitúan en el lado de la Epístola, otro en el lado del Evangelio además del óculo de los pies. Las vidrieras son de rejilla (con motivos florales) aunque en la Epístola llama la atención una colorida vidriera figurativa de la Ascensión de la Virgen.
La sacristía es de fábrica de sillar y de planta cuadrangular. En el exterior destaca una bella cornisa en gola. Cubre el interior una cúpula de media naranja sobre pechinas. Es una obra posiblemente de finales del siglo XVII o del XVIII.
Una esbelta y majestuosa torre se dispone en el ángulo noroeste del edificio. Al igual que el resto de templo, dicha torre se levanta con piezas de buena sillería en cuatro niveles separados por bellas líneas de impostas. En el último cuerpo se sitúan las campanas, distribuidas en cinco vanos de medio punto. La campana menor porta la siguiente inscripción: “FUNDICION /GABRIEL RIBERA/ MONTEHERMOSO”. Esquemáticas gárgolas se distribuyen por sus muros; varias ventanitas saeteras, rematadas en arcos conopiales, perforan los paramentos, iluminando la espléndida escalera interior, del tipo San Gil, del mismo estilo a las de las parroquias de Hoyos, Perales del Puerto o la catedral de Coria. Remata la torre en un entablamento con la impronta de las obras diseñadas por Pedro de Ybarra, con su peculiar friso de arquillos y cruces bajo la cornisa de taqueteados.
Cubre el espacio una cúpula con nervaduras exteriores, fruto de las reformas efectuadas a finales del siglo XVII y comienzos del XVIII. Corona el casquete de la cúpula una veleta de hierro forjado con cruz y esfera. Una balaustrada barroca rodea el conjunto, con esquinas rematadas en pinaculillos y sendas veletas de forja, similares a la anterior, aunque de menor tamaño. Es evidente que el tracista de esta impresionante torre fue, a mediados del siglo XVI, Pedro de Ybarra, maestro mayor de la Orden de Alcántara.
En el muro del poniente de la citada torre, en el segundo cuerpo, en su cara oriental, son visibles los restos del escudo del Duque de Alba, patrocinador de la construcción de la Iglesia. Se trata del escudo ajedrezado de tres bandas verticales y cinco horizontales, con banderas humilladas, que medía varios metros de altura y debía constituir un imponente símbolo del poder ducal presidiendo la plaza Mayor.
En el paramento meridional se aprecia el balconcillo para albergar el reloj que apoya en bellas ménsulas molduradas. En él se pueden observar numerosas marcas de canteros talladas.
El interior del templo se ordena gracias a una única nave, ancha, estructurada en dos tramos, a los que se añade una cabecera cuadrada de proporciones más estrechas. Esta cabecera es el espacio más antiguo de la iglesia y está cubierta con una sencilla bóveda de crucería con terceletes; en la clave central se distingue pintada en rojo la fecha “1802”, posiblemente alusiva a alguna intervención. La bóveda descansa sobre ménsulas angulares y una moldura recorre los muros del ábside. El arco triunfal presenta un leve apuntamiento y apoya en pilares fasciculados con capiteles propios del gótico final. En el sotobanco de cantería, que sostiene el retablo mayor, se puede leer una inscripción que indica la fecha en la que se inició la construcción de esta capilla y, por tanto, del actual templo de Acebo: “COMENÇOSE/ ESTA IGLESIA AÑO/ DE 1508 CONSTA DEL/ LETRERO ANTIGVO”.
Junto a ella, otra inscripción alude a la construcción del retablo mayor: “ACABOSE ESTE/ RETABLO EN/ 14 DE AGOSTO/ AÑO DE 1634”. También se cubren con crucerías de terceletes los otros dos tramos de la nave. El diseño de estas bóvedas es algo más complicado pues se añaden combados rectos y curvos que forman rombos. La clave central del último tramo se decora con jarrón de azucenas alusivo a la Virgen María. El arco de separación entre ambos tramos es semejante al triunfal, con leve apuntamiento.
La tribuna del coro se dispone a los pies del templo. Ésta se abre a la nave a través de un arco carpanel y está ejecutada con una factura exquisita. La tribuna la sostiene una atrevida y plana bóveda de crucería con terceletes sobre clasicistas semicolumnas en los ángulos. La clave central de la bóveda se timbra con la jarra de azucenas, alusiva a la Virgen María. El entablamento repite el característico friso de Pedro de Ybarra: arquillos y cruces dispuestos bajo cornisa de taqueteados; cierra el conjunto una decorada
balaustrada. Se fecha en 1601 por un epígrafe que hay en la bóveda. La capilla bautismal, que se ubica junto al muro del Evangelio, bajo la torre, se cubre con una pesada bóveda de cañón. En el mismo muro se disponen tres ménsulas, seguramente para soportar el órgano, en la actualidad desaparecido.
El suelo de la nave se encuentra actualmente cubierto por una tarima por lo que desconocemos si existen más inhumaciones en la nave puesto que la se sitúa en el presbiterio y que es posible identificar gracias a la inscripción: AQUI YACE/ BICENTA/ CABAZOS/ 11 DE FEBRERO DE 1884.

## Proceso constructivo
Por un epígrafe funerario, situado en el interior del templo, conocemos de la existencia de una iglesia más antigua a la actual conservada. Dicha lápida se encuentra muy deteriorada, de ahí su difícil lectura, pero hace referencia al año 1494. Por tanto, seguramente se tratase de una fábrica gótica, construida en el siglo XIII o comienzos del siglo XIV y bastante más humilde que la posterior.
Este templo primigenio contaba con una necrópolis de tipo rupestre, tal y como indica la inhumación localizada al pie de los contrafuertes del sur de la iglesia, en la calle de la Torrita.
El templo actual es un monumento de dilatada y compleja historia constructiva, de algo más de dos siglos, desde el año 1508 hasta 1710. Debido al crecimiento demográfico que se produjo en la localidad se emprende la construcción del templo actual en ese año de 1508. Las obras se inician por la parte del ábside, si bien debieron paralizarse a los pocos años debido a la escasez de fondos de la iglesia. No obstante, al parecer, la capilla mayor estaba terminada a finales de la década de 1520.
En una segunda fase, iniciada hacía 1530, se termina el ábside y el primer tramo de la nave. En esos años se constata una gran actividad, como atestigua el elevado número de pagos a los artífices que trabajaban en la obra. Sin embargo, poco duró el empuje pues, en el año 1533, el Visitador General del Obispado manda paralizar las obras ante la falta de recursos, trasladándose el culto a la ermita de San Sebastián. Ese año se efectúan sólo mínimas labores a cargo de los maestros Francisco Suárez y Juan Mondragón. A partir del año 1535 se reanudan las obras con Antonio de la Puente como maestro cantero desde 1538, quien contará con la ayuda del cantero Antonio Fernández desde 1539. Ambos imprimarán a los trabajos mayor celeridad. Un nuevo parón tendrá lugar en el templo acebano en 1544, según se desprende de la ausencia de noticias de trabajos en los documentos históricos.
En 1552 se reactiva la edificación y, desde 1554, se tienen noticias de la presencia de Pedro de Ybarra. El maestro participa en la construcción de la torre y del último tramo de la nave, y posiblemente diera las trazas para la realización de la portada y tribuna del coro. En 1566 Pedro de Ybarra deja de visitar la localidad serragatina, muriendo poco después, en 1570. Bajo su mano, la construcción recibió un gran impulso y su muerte supuso un grave perjuicio para los trabajos, que sufrieron una nueva paralización, agravada por la crisis económica del último tercio del siglo XVI. Por todo ello no se cumplieron los plazos de finalización de la obra previstos para 1564.
En 1571 se reanudan las obras, como queda reflejado en los pagos efectuados a varios canteros como Pedro Mondragón o Alonso Valiente. Asimismo está documentado que durante los años 1572, y hasta 1581, estuvo en Acebo otro importante maestro cantero, Francisco Hernández que llegará a dirigir los trabajos de la Catedral de Coria. A éste le ayudaron otros artífices como Manuel de Escobar, Francisco Díaz, Domingo Jorge, Alonso Hernández y Sebastián Alviz. En el año 1576, pese a las penurias económicas, se continúa trabajando en la torre. De 1577 es un importante documento (un mandamiento de visita) sobre la situación en que se encontraba la iglesia de Acebo, para que se terminara la capilla de los pies, el último tramo de la nave. También se indica en el mismo, la necesidad de levantar una nueva sacristía. Hasta 1579 se sabe por la documentación que hubo una gran actividad constructiva, año este en el que se levanta la portada principal.
En 1587 se pone al cargo de la obra un nuevo maestro de cantería, Diego de Barreda, empeñado en la terminación de los muros y en el remate de la bóveda (para la que dio trazas). En 1591 el visitador ordena que no se paralicen los trabajos puesto que parece que iban lentos. En este mismo año se documentan importantes desembolsos para la continuidad de la fábrica. En 1593 se remata la bóveda del tramo de los pies y su tejado, concluyéndose las partes fundamentales del templo.
Quedaba sin embargo por concluir la tribuna del coro, encargándose los trabajos al maestro de cantería Juan de Alviz, quien ya había trabajado en el templo. Se data dicho coro en el año 1601 aunque los trabajos se alargaron hasta 1604. Alviz siguió en la construcción las primitivas trazas de Pedro de Ybarra.
Por último, ya en el siglo XVII, el arquitecto José González remata la obra de la torre (1683) y, por su parte, en 1710 Fernando Corrales le añadió un chapitel recubierto de pizarra. Por estas fechas el templo se amplió con la ejecución de la sacristía en la que, quizás, pudiera haber participado el mismo arquitecto.
En el templo se realizó, en los años 90 del siglo XX, una importante rehabilitación que ha puesto en valor las bellas bóvedas de crucería y los paramentos interiores, dejando vista la excepcional sillería granítica.
Sintetizando todo lo anterior, en la construcción de la iglesia de Nuestra Señora de los Ángeles de Acebo se pueden distinguir hasta seis fases (a las que habría que añadir una fase anterior, relacionada con la iglesia precedente):
- Primera fase: 1508-década de 1520.
- Segunda fase: 1530-1544, con los maestros Francisco Suárez, Juan Mondragón y Antonio de la Puente.
- Tercera fase: 1552-1570, con el maestro Pedro de Ybarra.
- Cuarta fase: (1571-1581), con el maestro Francisco Hernández.
- Quinta fase: (1587-1593) con Diego de Barreda.
- Sexta fase: (1601-1604) con Juan de Alviz.
- Séptima fase: torre y sacristía.

## Estado de conservación
El edificio presenta, en general, un buen estado de conservación salvo pequeños deterioros en los paramentos exteriores como son algunas grietas, sobre todo en la zona de la torre y en los estribos; abundante suciedad (verdín, musgo, crecimiento de vegetación, etc.) o pérdida parcial de materiales constructivos como los revocos, en paramentos exteriores de la zona del ábside.

## Bienes muebles

### Retablo mayor
La iglesia de Nuestra Señora de los Ángeles conserva una excelente colección de obras de arte. De entre todas ellas destaca el impresionante retablo mayor, de excepcional calidad, que es uno de los más importantes, dentro de su estilo, de Extremadura. De hecho, en la visita que realizó el obispo don Luis de Salcedo y Azcona a la diócesis de Coria, a comienzos del siglo XVIII, se refiere a él en los siguientes términos: “Bellísimo retablo aunque antiguo y llano, pero muy grande, de buenas medidas y muy bien doradas. Las hechuras de bulto e pintura, todo nuevo”.
El retablo se levanta sobre un podio de piedra granítica que, en su origen, estuvo policromado por el pintor Paulo Lázaro. El retablo se distribuye en banco, dos cuerpos (con tres calles cada uno separadas por ocho columnas pareadas) y ático.
En el banco se representan las figuras de los cuatro Evangelistas con sus respectivos símbolos iconográficos: a la izquierda del espectador, San Lucas y San Juan, y a la derecha, San Mateo y San Marcos. Destacan las cabezas, en bulto redondo sobresaliendo del cuadro y los pliegues de las vestiduras, elegantes y poco ampulosos; aunque se observan algunos detalles toscos en las manos, quizás ejecutados por los oficiales del taller de Pedro de Sobremonte, autor de la imaginería del retablo. Entre ambas parejas de Evangelistas, se sitúan sendos cuadros de pincel realizados por el pintor Paulo Lázaro: el Tránsito de la Virgen, en la parte izquierda, y el Entierro de la Madre de Dios, en la derecha.
En el primer cuerpo del retablo se localizan las imágenes de San Pedro, a la izquierda del espectador, y San Pablo, a la derecha, entre ocho columnas pareadas de fustes entorchados y capiteles corintios profusamente decorados. Ambas imágenes se disponen en hornacinas de medio punto bellamente decoradas que rematan en frontones curvos.
Estos frontones descansan en ménsulas-triglifos de diseño tardomanierista, inspiradas en modelos del arquitecto Sebastián Serlio. Las imágenes muestran gran serenidad, sobrio estatismo y fuerte expresividad.
La calle central culmina en arco de medio punto, acasetonado por el intradós, y cobija la gran custodia-manifestador.
Bajo el entablamento del primer cuerpo se disponen tres tondos pictóricos con las representaciones de: “Quo vadis domine?”, “Sacramento de la Eucaristía” y “La Caída camino de Damasco”.
Cierra el primer cuerpo un entablamento, rematado en cornisa de taqueteados, con frontón curvo y partido; el friso está ornado con carnosos motivos vegetales, plenamente barrocos.
Una custodia-manifestador protagoniza el espacio de este primer cuerpo, diseñada a modo de templo de planta centralizada (alegoría del de Salomón). Esta custodia se desarrolla en podio, cuerpo, cúpula de elevado tambor y linterna, y ha desaparecido el “Pelícano Eucarístico”, que se incluía en una descripción de 1640. En el podio se disponen pinturas de variada temática, unas meramente decorativas y otras alusivas a la Pasión de Cristo: “La Caída Camino del Calvario”, “La Oración en el Huerto y el Prendimiento”, “Jesús ante Pilatos”, “La Fe y La Caridad”, “Cristo atado a la columna”, “La Santa Cena” y “Ecce Homo”. Reflejan las condiciones acordadas con el pintor Paulo Lázaro en documento fechado el 9 de octubre de 1629.
En el primer cuerpo de la custodia se sitúa la puerta del sagrario decorada con bellos ángeles en relieve, que sostienen un cáliz con la Sagrada Forma. Remata la puerta en frontón curvo; culmina en frontón recto sustentado por bellas columnas entorchadas. A ambos lados de la portada, hay hornacinas rematadas en frontones curvos partidos, coronados por guirnaldas y, en los nichos, pequeñas esculturas de “San José con el Niño” y “San Juan Bautista”, obras de Paulo Lázaro. Al fondo del manifestador, se disponen dos estructuras similares a la de la puerta del Sagrario, pero se diferencian en que los frontones son triangulares y la decoración de la fingida puerta es pictórica: “Una gloria de ángeles”.
El tambor de la cúpula conforma el segundo cuerpo de la custodia. Éste está decorado con hornacinas de medio punto, rematadas en frontones, que van alternando en curvos y triangulares, separados por columnas entorchadas de capiteles corintios. El nicho central lo preside una imagen de Cristo Resucitado. En el resto de hornacinas se observan imágenes de San Gregorio, Santa Bárbara, San Blas y Santa Catalina de Alejandría.
Pasando al segundo cuerpo del retablo, observamos que descansa sobre un basamento decorado con pinturas de Paulo Lázaro, que representan las figuras de: “Santo Domingo de Guzmán”, “San Francisco de Asís” y, en el centro, una imagen del “sepulcro vacío de la Virgen María.” El segundo cuerpo presenta disposición en tres calles, separadas por ocho columnas pareadas; en el hueco central se sitúa “La Asunción de la Virgen”, de formas un tanto voluminosas y rodeada de seis graciosos angelitos danzantes. A ambos lados la acompañan, en respectivas hornacinas de medio punto culminadas en frontones rectos, las imágenes de Santiago el Mayor, con hábito de peregrino, y de San Andrés. El entablamento se encuentra adornado con elaboradas y curvilíneas ménsulas-triglifos barroquizantes, pero con orígenes en el manierismo.
El ático del retablo mayor está presidido por un Calvario de talla, dispuesto sobre fondo pictórico, realizado por Paulo Lázaro, y al que corona un frontón curvo apoyado en cuatro pilastras. En los extremos se sitúan dos bellísimas imágenes escultóricas de los arcángeles San Miguel y San Rafael, de excelente policromía y movimiento barroco en la posición de sus cuerpos. En los aletones, dos representaciones pictóricas de virtudes cristianas: la Justicia y la Esperanza.
En relación con la cronología del retablo mayor, se conoce la fecha de su construcción, se inició en el año 1618 y se terminó en 1634 (según la referida inscripción). Aunque los pagos parroquiales, según atestigua la documentación, continuaron hasta el año 1642.
Conocemos igualmente su autoría. La estructura arquitectónica la ejecutó Alonso de Balbás, insigne arquitecto y ensamblador de Ciudad Rodrigo, y que fue además autor de obras tan relevantes como el monumental retablo barroco de la Catedral de Plasencia. Por su parte, Pedro de Sobremonte fue el artífice de las pequeñas y grandes esculturas del retablo acebano. Sus esculturas para el retablo de Acebo presentan un estilo a caballo entre el manierismo agonizante de la escuela vallisoletana de Francisco del Rincón y el naturalismo fresco y jugoso de Gregorio Fernández.
Este retablo presenta un excepcional dorado. Algunas zonas de su arquitectura se policroman con fantasiosos temas vegetales y animalísticos de raigambre tardomanierista. Su ejecución corrió a cargo del pintor Paulo Lázaro que inicia en 1630. Este retablo es un bellísimo ejemplo de la doctrina contrarreformista emanada del Concilio de Trento puesto que predomina lo arquitectónico y monumental sobre lo escultórico y decorativo, es decir, se representa lo estrictamente necesario para mantener el aspecto devocional. El horizontalismo y clasicismo de las rotundas formas arquitectónicas, carentes de movimiento, le proporcionan una gran belleza plástica a la vez que preludia las fantasías del barroco.

### Retablos menores
La iglesia de Acebo acoge otros cinco retablos menores, también de interés, dispuestos en los muros laterales de la nave. A ambos lados del arco triunfal se sitúan, afrontados, dos retablos barrocos, del siglo XVIII, que albergan a San Sebastián y la Dolorosa, mientras que, en el primer tramo de la nave, se sitúan dos retablos clasicistas y de comienzos del siglo XVII. Por último, en el sotocoro encontramos un retablo en blanco.
El retablo dedicado en la actualidad a San Sebastián (aunque parece que su antigua advocación era la Virgen María), del lado del Evangelio, es de talla y pincel, situándose su cronología en los años iniciales del siglo XVIII. El retablo se ordena sobre un banco decorado con cuatro mensulones de hojarasca entre los que se sitúan paneles decorativos.
Por cima, encontramos el cuerpo que se estructura en tres calles separadas por cuatro columnas salomónicas de fustes muy recargados con ornatos vegetales. El retablo remata con un ático desarrollado en edículo central, adintelado y coronado con frontón recto partido; en los laterales sendos medios puntos. Todo apoya en columnas salomónicas.
La imagen alojada en el vano central del primer cuerpo es la de San Sebastián, asaeteado, posiblemente del siglo XVI, en madera policromada. Parece que su procedencia es la antigua ermita de su advocación, hoy desaparecida. Los intercolumnios del primer cuerpo se decoran con pinturas sobre tablas que representan a los cuatro doctores de la iglesia occidental. El ático se ornamenta con tres pinturas: la Virgen María, sedente y con el Niño en brazos, en el centro y, a ambos lados, las imágenes de Santo Domingo de Guzmán y San Francisco de Asís.
El segundo retablo, afrontado al anterior, en el lado de la Epístola, debió ser un retablo relicario con una cronología posterior. Su recargada ornamentación lo sitúa hacia la tercera década del siglo XVIII. El retablo se organiza en banco, un cuerpo único y remate en ático elaborado. En el banco resaltan cuatro ménsulas, muy decoradas, con elementos vegetales y grandes “ces” que sostienen las columnas del cuerpo central. La predella lo ocupa una urna que contiene una talla de Cristo yacente, de buena calidad artística, en madera policromada del siglo XVII. El cuerpo principal del retablo se desarrolla en cuatro columnas salomónicas de rica decoración en sus fustes y dos pilastrillas laterales. En la calle central (y única) se abre una hornacina de arco trilobulado acasetonado, que acoge una imagen de candelero de la Virgen Dolorosa. Posee una recargada y carnosa ornamentación vegetal. El entablamento rompe en su zona media, de la que nace el ático, flanqueado por dos estípites y rematado en abultado broche de hojarasca. Contiene una imagen en madera policromada, posiblemente de un apóstol, quizás San Judas Tadeo, del siglo XVIII.
El tercer retablo, dispuesto en el primer tramo de la nave, del lado del Evangelio, está dedicado al Niño Jesús y se construyó hacia el tercer lustro del siglo XVII. Su arquitectura presenta muchas similitudes con la del retablo mayor. Se cree que el maestro placentino Pedro de Córdoba intervino en la ejecución de su policromía, dorado y pintura, quien participó también en el mayor. Este retablo es de diseño sencillo, en madera dorada, de talla y pincel. Se desarrolla en banco y un cuerpo único ordenado en tres calles, la central más elevada y flanqueada por columnas toscanas entorchadas, culmina en rontón curvo enmarcado en arco de medio punto. Los remates lo timbran pirámides y bolas; dos aletones, a modo de tornapuntas, unen la calle principal con las laterales. En el banco se disponen diversas pinturas sobre tabla, de izquierda a derecha: “Santo Obispo”, “Adoración de los Reyes Magos”, “Huida a Egipto”, “San Lorenzo”, “Adoración de los Pastores”, “San Esteban”, “Presentación en el Templo” y otro “Santo Obispo”. En las calles laterales hay otras dos composiciones pictóricas sobre soportes lignarios acabados en medios puntos: San José (derecha del espectador) y la Virgen María (en la izquierda).
En el vano central, adintelado y culminado en frontón recto, a su vez enmarcado en un medio punto, se venera una pieza en madera policromada del Niño Jesús. Se trata de una pequeña escultura que lo representa tocado con tres potencias y vestido con camisa y traje largo con delantal ceñido por un cordón. La imagen lleva la bola del mundo en la mano izquierda, mientras bendice con la derecha. Aunque el estado de conservación es bueno, le faltan dos dedos en la mano derecha. La imagen la labró el escultor Pedro de Paz, según documento fechado en 1606.
En el muro de la Epístola, afrontado al anterior, se sitúa el cuarto retablo de arquitectura clasicista, en la línea del estilo contrarreformista, del primer tercio del siglo XVII. Su datación y nombre del donante se conocen por un epígrafe visible en el entablamento de su cuerpo central: “AÑO / A COSTA DE ANDRES RDS CALERO / DE 1628”. Se ordena en banco, cuerpo único que se divide en tres calles separadas por columnas entorchadas con ornados capiteles corintios; remata en un ático, con elevado edículo central; lo corona un frontón, sobre bellas ménsulas, con bolas y pirámides en los ángulos al que flanquean dos elementos más bajos. En el presente preside el vano central una imagen moderna, sin valor artístico, de la Virgen del Carmen. Son de indudable valor las pinturas sobre tabla que porta el retablo. En el banco se dispone Santa Inés, a la derecha del espectador. Falta la composición del otro lado. En los intercolumnios del primer cuerpo hay otras cuatro pinturas: San José y Santo con capucha y libro, a la izquierda; San Antonio Abad y San Pedro Ermitaño, a la derecha. Otras tres pinturas más se disponen en el ático: “Santa Ana enseñando a leer a la Virgen María”, en el centro, a la que flanquean Santa Apolonia y Santa Lucía, representadas con sus símbolos pasionarios. En el tímpano del frontón la paloma del Espíritu Santo. También la arquitectura de este retablo es deudora de la del retablo mayor. Al parecer, el retablo que pudo ser diseñado por el mismo Alonso de Balbás dado que las cronologías son coincidentes y las similitudes estilísticas son evidentes.
Por último, en el sotocoro se sitúa un retablo barroco en blanco, sin policromar, de pequeñas proporciones, a los pies del templo y por el lado de la Epístola. Posiblemente su fabricación se realizara en los años iniciales del siglo XVIII, trasladándose a la parroquia, hacia 1830, desde su ubicación originaria en el convento franciscano, una vez desamortizado este.
La pieza se ordena en banco, un cuerpo y ático. El banco aparece ornamentado con gruesos roleos vegetales, entre ellos, las ménsulas de hojarasca sobre las que descansan las cuatro columnas del cuerpo central. Éste se ordena mediante tres calles y tres hornacinas de medio punto, estando la central más elevada. Sus calles se separan por cuatro columnas salomónicas con fustes decorados con racimos de uvas y zarcillos. El ático se dispone a modo de templete al que sostienen pequeñas pilastras festoneadas y cierra al exterior en forma curva. En los vanos del cuerpo central se disponen tres imágenes en madera policromada: en el centro, San Antonio de Padua, del siglo XVII y, a ambos lados, Santa Bárbara (derecha) del siglo XVII y, un posible San Pascual Bailón (izquierda), del siglo XVIII.
Por la documentación consultada sabemos que la iglesia de Acebo contaba con otros retablos, en la actualidad desaparecidos.

### Otros bienes muebles
Se conservan otras piezas de valor en el templo acebano, siendo las más sobresalientes las siguientes:
- Pila bautismal, de 1570, que se sitúa en la capilla que hay bajo la torre. La pieza está ornamentada con gallones renacientes, conteros de perlas y flores de cinco pétalos. Ésta apoya en un fuste de columna acanalado. Se trata de una obra del cantero Francisco Hernández.
- Púlpito de estilo gótico, de principios del siglo XVI: dispuesto sobre una columnita torsa, decorada con pometeados propios de la etapa hispanoflamenca, el basamento del cuerpo se decora con bolas y tracerías ojivales. El tornavoz es de madera dorada, barroco, del siglo XVIII.
- Facistol de cuatro caras de madera, guardado en la sacristía.
- Escultura de Santa Ana del siglo XVII, en madera policromada, que se sitúa a la izquierda del retablo mayor, en el presbiterio.
- Escultura de Santiago Matamoros. Esta escultura de carácter popular, y de fines del siglo XVII, se emplaza al otro lado del retablo mayor.
- La sacristía cobija un pequeño Crucificado del siglo XVI.
- Una pequeña escultura de San Blas, en madera policromada, del siglo XVII, que actualmente se halla en la sacristía.

Colección de platería. La iglesia posee un buen número de piezas de este tipo:
- Cáliz de plata sobredorada: el pie aparece bellamente decorado con motivos manieristas y la parte superior de su peana agallonada. La pieza se fecha en la segunda mitad del siglo XVI.
- Cáliz de plata sobredorada que muestra una abultada y carnosa ornamentación vegetal, cincelada y repujada. La pieza puede situarse a comienzos del siglo XVIII.
- Cáliz con profusa ornamentación a base de temas florales y testas aladas de querubines, realizado con fuerte relieve repujado y cincelado. Se data a mediados del siglo XVIII. Muestra diversas pinturas, protegidas bajo cristales, posiblemente añadidas en el siglo XIX. El cáliz no presenta marcas.
- Custodia del tipo sol, de plata sobredorada, decorada con elementos barroquizantes vegetales, cabujones de piedras y querubines. La fecha de su fabricación se sitúa a comienzos del siglo XVIII. El cáliz no presenta marcas.
- Bandeja barroca de la primera mitad del siglo XVIII, de plata en su color, que está decorada en su zona central con flores repujadas. La pieza no muestra marcas de platería.
- Portapaz de bronce dorado. Pieza excepcional del siglo XVI, en forma de retablito, que se resuelve como templete clasicista, con dos pares de pilastras que sostienen un frontón triangular y que está presidido por un relieve de la Virgen María, sentada y con el Niño sobre el regazo. En el tímpano del frontón se halla la paloma del Espíritu Santo y lo corona el Padre Eterno. En el frontispicio aparece la inscripción: “PAX VOBIS”.
- Concha bautismal con ornamentación vegetal en el asa. Las marcas de platero en la charnela indican su procedencia salmantina.
- Otros cálices y piezas contemporáneas